# Skrýchov u Malšic
Skrýchov u Malšic (v místním nářečí Skrejchov, německy Skrejchow) je obec v okrese Tábor v Jihočeském kraji. Žije v ní 150 obyvatel.

## Historie
První písemná zmínka o obci pochází z roku 1558.

## Obyvatelstvo
| Rok            | 1869 | 1880 | 1890 | 1900 | 1910 | 1921 | 1930 | 1950 | 1961 | 1970 | 1980 | 1991 | 2001 | 2011 | 2021 |
| -------------- | ---- | ---- | ---- | ---- | ---- | ---- | ---- | ---- | ---- | ---- | ---- | ---- | ---- | ---- | ---- |
| Počet obyvatel | 325  | 358  | 357  | 362  | 331  | 307  | 282  | 209  | 199  | 168  | 136  | 107  | 119  | 124  | 136  |
| Počet domů     | 44   | 48   | 53   | 53   | 51   | 53   | 52   | 54   | 49   | 45   | 36   | 49   | 52   | 52   | 54   |

## Obecní správa
Mezi lety 1850–1879 patřil Skrýchov u Malšic jako osada obce k Bezděčínu v okrese Tábor. V letech 1880–1974 byl obcí. Od 1. ledna 1975 do 31. prosince 1991 patřil jako část obce k Želči a od 1. ledna 1992 je opět samostatnou obcí.

### Části obce
- Dudov
- Skrýchov u Malšic

## Pamětihodnosti
- Hraniční kámen

## Galerie

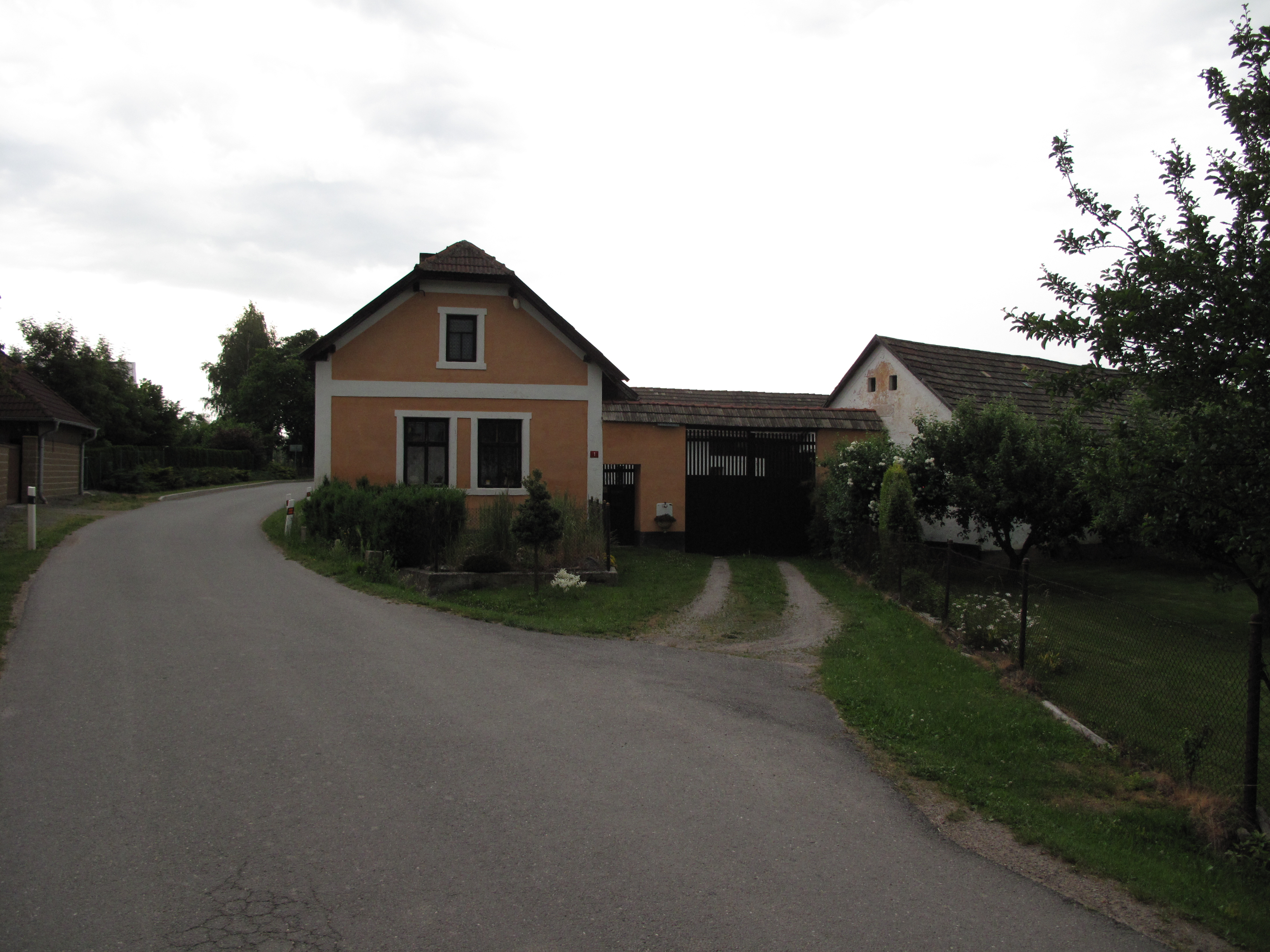
Chalupa
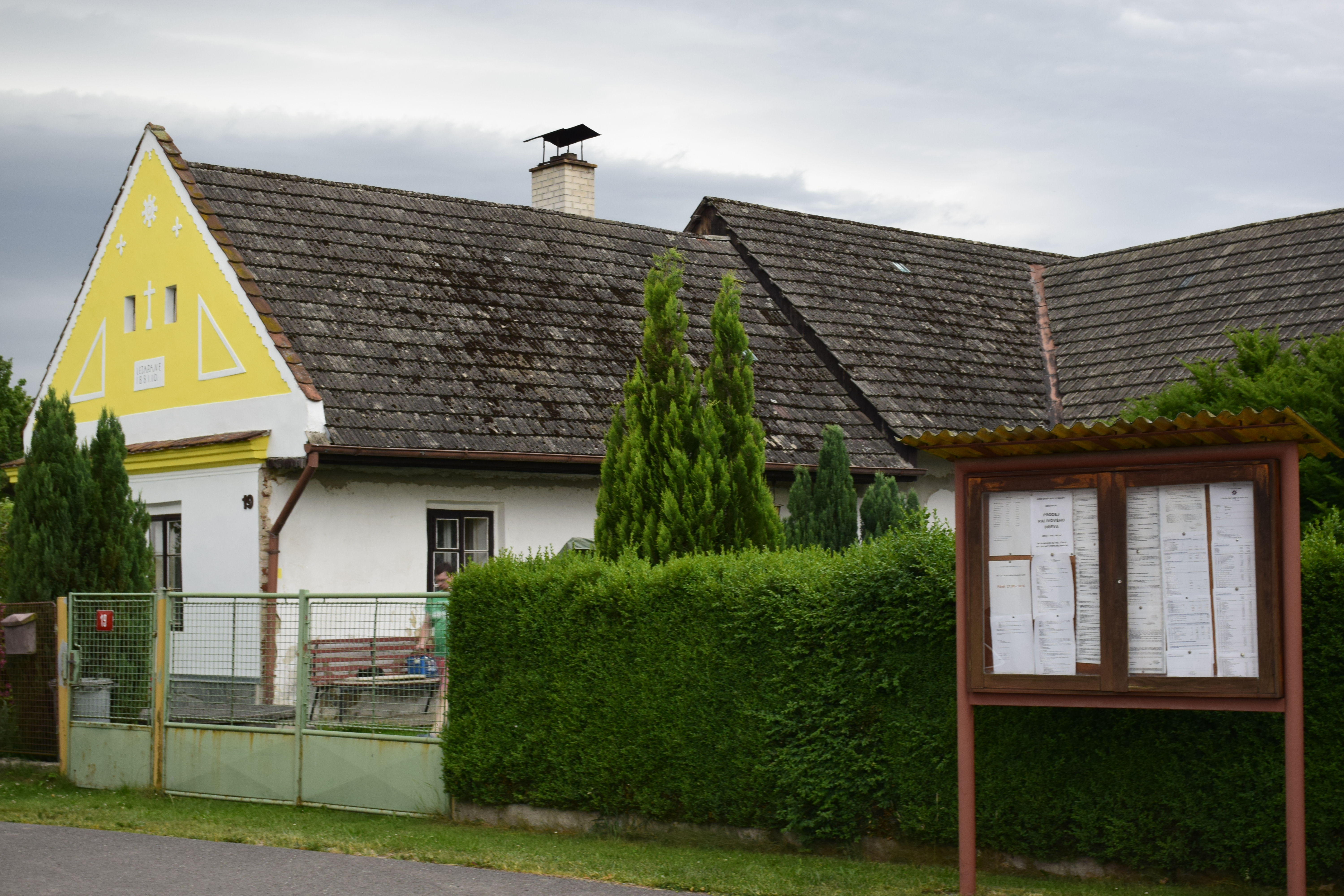
Chalupa
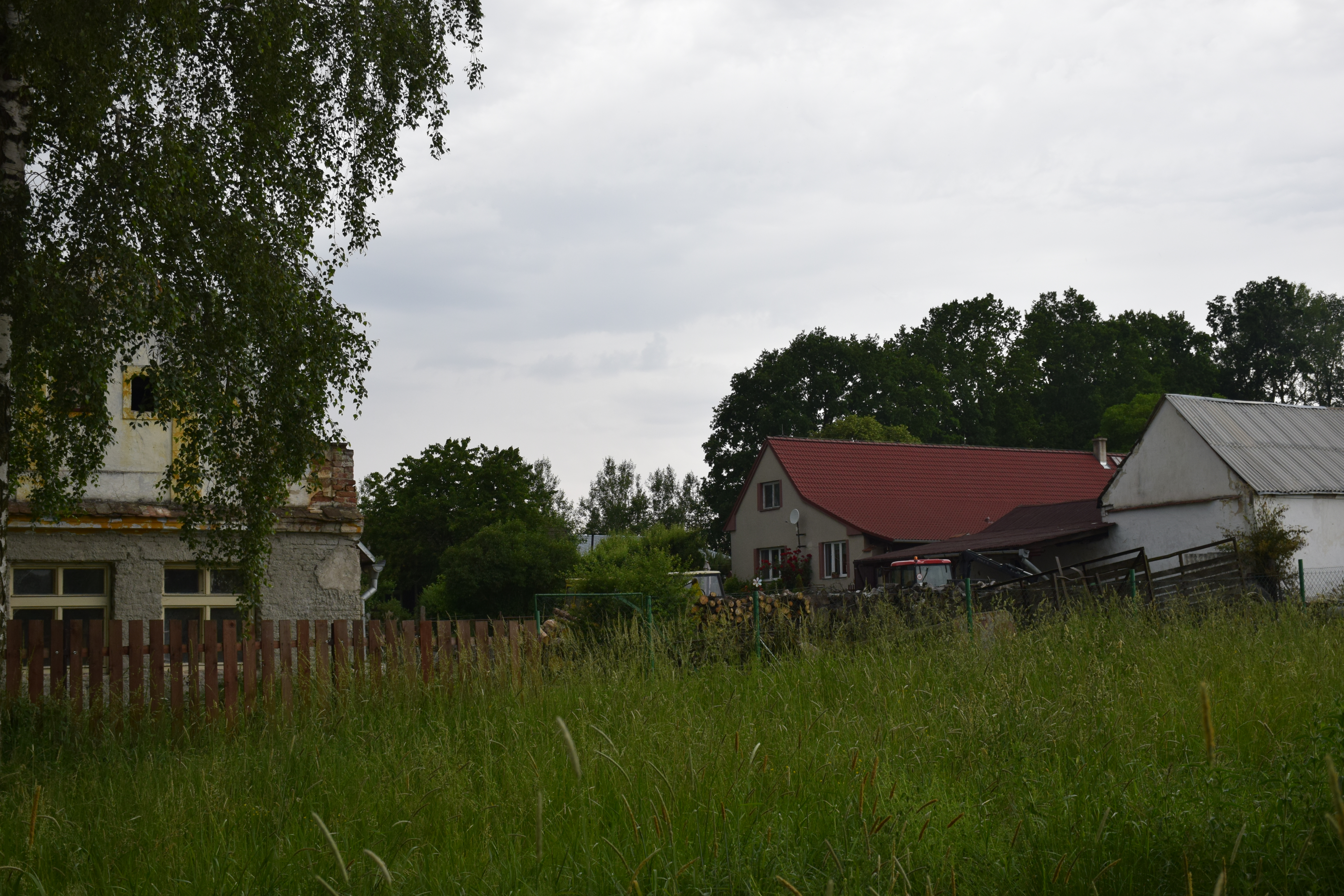
Domy